# 紐約時報大廈 (柏路41號)
柏路41號（41 Park Row），舊名紐約時報大廈（New York Times Building），是美國紐約市曼哈頓金融區的一座建築。其對面是紐約市政廳和市政中心。該建築在1889年建成后是紐約時報的總部，1903年搬到了时代广场一号。是柏路（報紙街）最古老的現存建築。1951年開始，該建築由佩斯大學所有，此后一直用作教室和办公室。
竣工后，该建筑为13层，包含一个折线形屋顶；作为后来扩建的一部分，屋顶被拆除，使建筑物达到现在的16层。1999年被指定为纽约市地标。该建筑也是 2005年列入國家史蹟名錄的富尔顿-拿骚历史区的一部分。